# Schloss Lichtenhaag

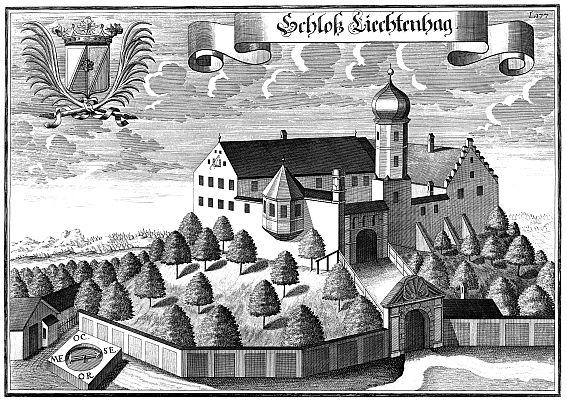
Kupferstich von Michael Wening in der Topographia Bavariae um 1700

Schloss Lichtenhaag ist ein in Lichtenhaag in der Gemeinde Gerzen im niederbayerischen Landkreis Landshut gelegenes Schloss. Als Hofmarkschloss war es Herrensitz der Hofmark Lichtenhaag und weiterer Hofmarken. Die Anlage wird als Bodendenkmal unter der Aktennummer D-2-7540-0163 im BayernAtlas als „untertägige mittelalterliche und frühneuzeitliche Befunde im Bereich des ehem. Hofmarkschlosses in Lichtenhaag, darunter die Spuren von Vorgängerbauten bzw. älterer Bauphasen“ geführt. Ebenso ist es unter der Aktennummer D-2-74-135-10 ein denkmalgeschütztes Baudenkmal in Lichtenhaag.

## Geschichte
Um 1305 verlegten die Edlen von Leberskirchen ihren Sitz vom Stammgut Leberskirchen nach Lichtenhaag. 1506 wurden der Sitz Lichtenhaag und weitere Hofmarken im Besitz der Leberskircher bestätigt. Mit dem Aussterben der Leberskircher im Jahre 1521 kamen die drei Hofmarksdörfer Lichtenhaag, Leberskirchen und Vilssattling mit dem Sitz in Lichtenhaag an den Pfleger zu Biburg. 1762 erwarb der Graf von Seyboldsdorf Lichtenhaag und andere Orte, die Hofmarksgerechtigkeit blieb bestehen. Das Patrimonialgericht in Lichtenhaag wurde erst im Jahre 1849 aufgehoben.

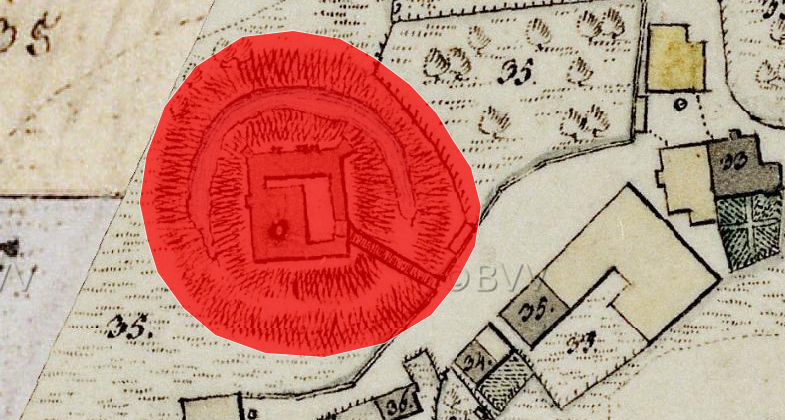
Lageplan von Schloss Lichtenhaag auf dem Urkataster von Bayern

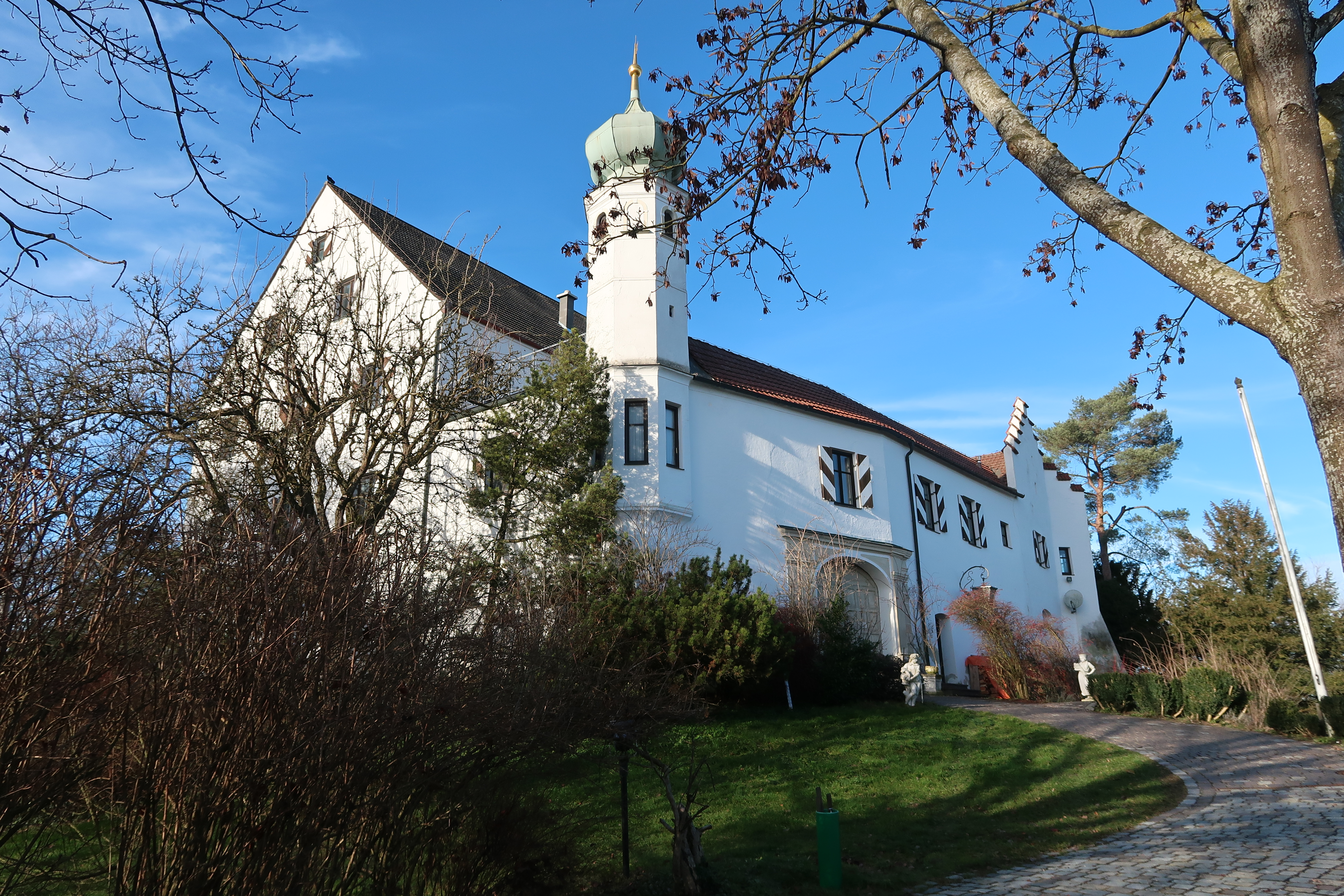
Schloss Lichtenhaag (Dezember 2022)

## Beschreibung
Die Schlossanlage steht auf der Höhe des Spornrückens kurz westlich des Zusammenflusses von Großer und Kleiner Vils. Es handelt sich um eine Vierflügelanlage um einen kleinen Innenhof. Westlich befindet sich ein stattlicher Wohnbau. Die übrigen Flügel sind niedriger, der nördliche verfügt über einen Treppengiebel. Der Ausbau der spätmittelalterlichen Anlage erfolgte im 17. und 18. Jahrhundert. Einfahrtsportal und Kuppelturm sind barock mit Ausstattung.
In den 1990er Jahren wurde Schloss Lichtenhaag u. a. durch den Freisinger Oberbürgermeister Adolf Schäfer umfassend renoviert.